# Ikermiut

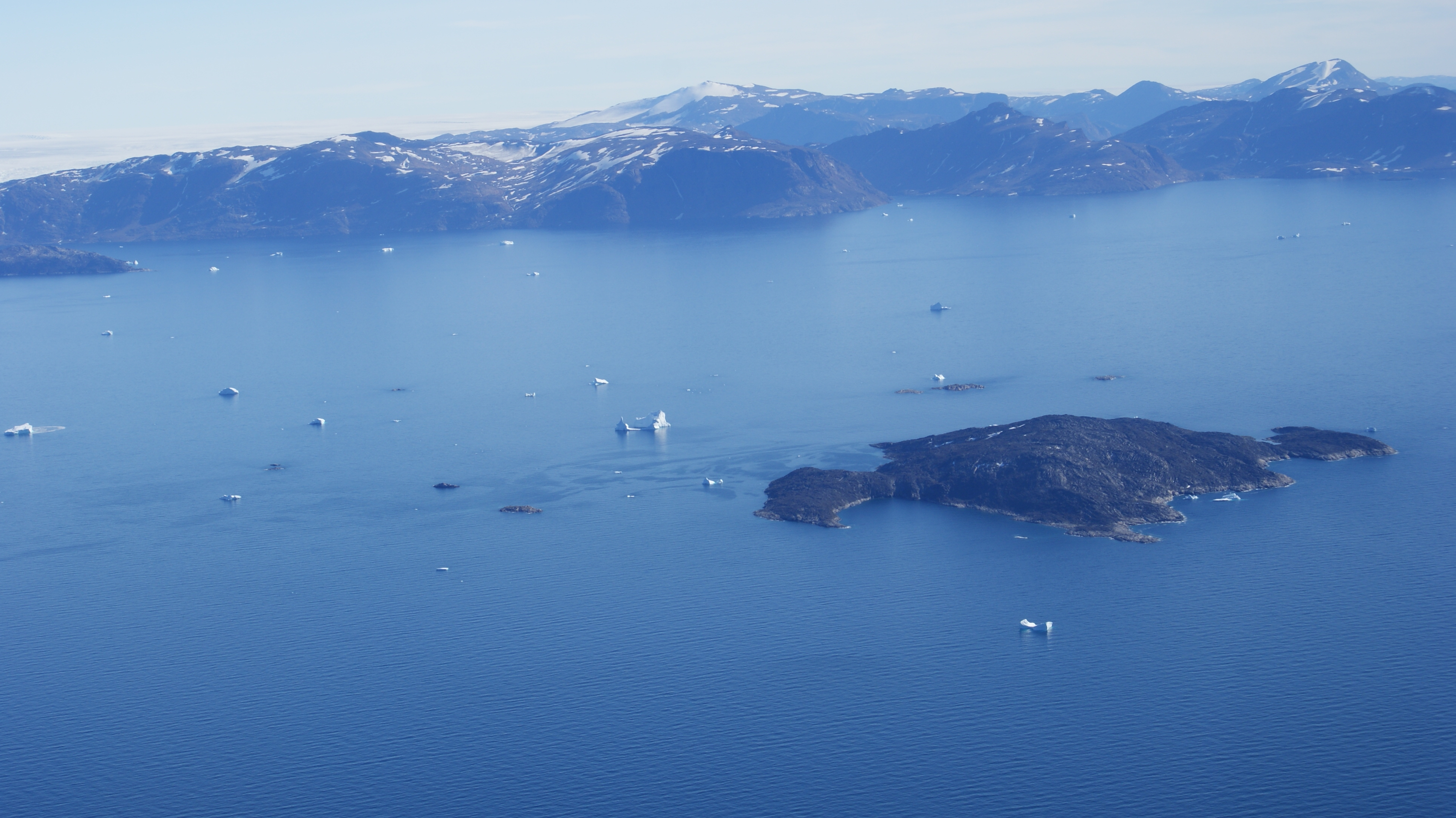
Ostrov, na kterém se dříve nacházel Ikermiut

Ikermiut je zaniklá osada v kraji Avannaata v Grónsku. Nachází se na stejnojmenném ostrově v Upernavickém souostroví u zálivu Inussulik. Osada byla založena v roce 1916 a zanikla v roce 1954, ve prospěch osad Nuussuaq a Kullorsuaq, do kterých se obyvatelé odstěhovali. Osada byla opuštěna kvůli obrovským mořským vlnám, které ji zaplavovaly. Ruiny Ikermiutu již nejsou na ostrově zřetelně vidět.